# Acquaficara
Acquaficara è una piccola frazione di Barcellona Pozzo di Gotto, comune italiano della città metropolitana di Messina. 

## Origini del nome
Il nome, afferma il Rossitto, deriva da una sorgiva d'acqua presso una pianta di fico (in siciliano, appunto, ficara).

## Geografia fisica

### Territorio
È situata in collina, a circa 160 metri sul livello del mare. Si sviluppa principalmente sulla via San Giuseppe, la strada principale. Il centro è collocato su un ponte sotto il quale scorre un affluente del torrente Longano.
La vegetazione tipica della zona è formata da olivi, carrubi e noci.

### Clima
D'inverno il clima è tipico delle zone collinari e può variare dai 15° ai 5° gradi circa. Le estati sono calde e la temperatura varia dai 28° fino a raggiungere i 40° gradi. Nelle stagioni intermedie, soffia lo scirocco, un vento fortissimo che raggiunge anche i 200 km/h.

## Storia
L'esistenza di questo villaggio risale al XV secolo. Come tutti i villaggi collinari del comprensorio si presenta intimamente raccolto nelle sue abitazioni, abitate da una gente ospitale che mantiene il culto di antichissime tradizioni, anche se in maniera ridotta rispetto al passato, quando per la festa di San Giuseppe non c’era famiglia che non preparava le gustose «sfinci» offrendone a tutti i passanti e visitatori assieme a un vino forte.

## Monumenti e luoghi d'interesse
I monumenti principali sono le chiese di Santa Maria del Piliere e San Giuseppe.
La Chiesa principale è dedicata a Santa Maria del Piliere, dove si fa ammirare una Madonna col Bambino, in marmo rosato, di stile gaginesco del 1596; oltre alle numerose opere che si conservano (un quadro della Madonna del Carmine con le Anime del Purgatorio, San Nicasio, un quadro raffigurante l'Annunciazione, e un caduceo bronzeo mai ritrovato dopo la distruzione della chiesa). La Madonna, apparsa a San Giacomo Apostolo sopra una colonna, si dice lo avesse inviato a costruire una chiesa a Saragozza, dove tuttora esiste. Danneggiata dal terremoto del 1908, è stata completamente ricostruita, mentre è rimasto l'antico campanile di forma quadrata, datato 1134, che ci conduce a supporre che esistesse una chiesa ancora più antica di quella costruita dagli spagnoli; ma una testimonianza ce la offre padre Carmelo Biondo nella sua opera sulle Chiese di Barcellona P.G. Egli scrive:
Ridotta ad un rudere, è stata ricostruita nel 1968. 
Appartiene ad Acquaficara il Monte Sant'Onofrio (300 s.l.m.), dove scavi archeologici, eseguiti nel 1977 dall'architetto Pietro Genovese, hanno messo in luce una piccola acropoli circondata da una poderosa cinta muraria, la quale fa pensare ad un insediamento del V secolo a.C. identificabile come l'antica Longane. Sullo stesso monte sono state rinvenute delle necropoli dell'età del bronzo, con tombe a grotticella del tipo a forno, e dell'età del ferro, con tombe a camera media e grandi tombe a cella. Secondo un quadro rubato anticamente, nel casale avvenne una battaglia tra Saraceni e Cristiani. L'antico casale risale alla dominazione araba. Nelle vicinanze di Acquaficara esiste il casale di Moasi, il cui nome lo storico Barberini riconduce all'arabo mohaz o muhaz, perché durante alcuni scavi in una proprietà era venuta alla luce una giara di fattura saracena. 